# 小行星8574
小行星8574（英語：8574 Makotoirie）是一颗围绕太阳公转的小行星。1996年11月6日，小林隆男在大泉天文台发现了此天体。
这颗小行星的绝对星等为88.62287899069642等。